# 명탐정 코난: 척안의 잔상
《명탐정 코난: 척안의 잔상》(일본어: 名探偵コナン 隻眼の殘像)은 2025년 공개된 일본의 애니메이션 영화로, 《명탐정 코난》의 28번째 극장판이다. 주요 인물은  모리 코고로, 야마토  칸스케, 모로후시 타카아키, 우에하라 유이이다.

## 줄거리
10개월 전, 야츠가타케 연봉의 미호다케에서 나가노 현경의 야마토 간스케는 8년 전 총포상 강도 상해 사건의 피의자로 가석방 중 행방이 묘연해진 미쿠리야 사다쿠니를 추적하던 중, 미쿠리야와는 별개의 누군가의 모습을 목격한다. 간스케는 그 인물에게 라이플로 발포당해 왼쪽 눈에 부상을 입고, 직후 눈사태에 휘말리게 된다. 칸스케는 기적적으로 구조되었으나, 산중에서의 기억을 잃고 말았다.
그로부터 10개월 후, 나가노 현의 국립천문대 노베야마에서, 시설에 침입한 누군가가 직원 엔노이 마도카를 공격하는 사건이 발생한다. 간스케는 동료인 우에하라 유이와 함께 현장에 출동하지만, 천문대의 파라볼라 안테나를 보자마자 왼쪽 눈 부위가 쑤시며 고통을 느낀다.
한편, 고로의 곁에는 형사 시절 동료였던 사메타니 코지가 연락해온다. 10개월 전 야츠가타케 연봉 미호다케 눈사태 사고와 그에 휘말린 야마토 간스케에 대해 묻는 사메타니와 고로는 만남을 약속하지만, 코난과 란과 함께 방문한 약속 장소에서 사메타니가 총격 살해당하는 현장을 목격하게 된다. 동료의 갑작스러운 죽음에 통곡을 숨기지 못한 고로는 사건의 진상을 밝히기로 결심하고, 사토·타카기 형사와 함께 나가노로 향한다.
사메타니가 사망 직전 현재 복역 중인 미쿠리야와 면회한 사실이 밝혀지고, 고로 일행은 합류한 나가노 현경 간스케, 유이, 모로후시 다카아키, 야마나시 현경 하야시 아츠노부와 함께 미쿠리야와의 면회에 임한다. 미쿠리야와 와시즈 타카시가 일으킨 8년 전 강도 상해 사건은 사망자는 없었으나, 총포상을 운영하던 후나쿠보 에이조의 딸 마키가 범인과 마주쳐 부상을 입었다. 바이애슬론 강화를 목표로 했던 마키는 부상으로 인해 강화선수에서 제외되고, 결국 스스로 생을 마감했다. 먼저 체포된 와시즈는 사법거래로 미쿠리야의 소재 정보를 제공해 복역을 면했고, 에이조는 와시즈에 대한 분노를 품고 있었으며, 미쿠리야 역시 자신을 배신한 와시즈에게 원한을 키우고 있었다.
한편, 고로에게 동행을 거절당한 코난과 란은 몰래 고로를 쫓아 나가노로 향해 아가사 박사 및 소년 탐정단과 합류한다. 이들은 아가사의 후배이자 국립천문대 노베야마에 근무하는 오치 유타카의 초대를 받아 천문대를 견학 중이었다. 고로에게 붙인 도청기로 형사들의 동태를 파악한 코난은 연극을 벌여 야마나시 형무소에 들러 고로 일행과 합류한다. 코난은 동행 중이던 하야시가 경찰 내 여러 부서에 잠복한 ‘숨은 공안’임을 간파하고, 도쿄에 있는 아무로 토오루(공안경찰 조사관·후루야 레이)와 나가노에 출동한 공안경찰 카자미 유우야와 정보를 공유하기 시작한다. 또한 사메타니 살해 사건의 도쿄 수사본부 담당 검사인 하세베 리쿠오가 독단적으로 나가노로 와 수사 중인 일행에 합류한다.
그날 밤, 현장 검증차 방문한 산중에서 간스케와 유이가 누군가에게 라이플로 추정되는 총격을 당한다. 총격범은 도착한 미츠히코와 겐타도 공격하지만 란의 반격과 미츠히코·겐타의 재치로 도주에 성공한다. 간스케와 유이는 오오토모 타카시가 운영하는 숯불구이 오두막 ‘붓파’로 피신해 목숨을 건진다. 범인은 미호다케 눈사태 사고와 관련해 간스케와 사메타니를 쏜 것으로 추정되며, 경찰과 하세베 등은 산중에서 밤새 수색을 벌이나 범인을 발견하지 못한다.
다음 날, 하산 도중 간스케가 또다시 총격을 당한다. 총격전 끝에 다카아키가 간스케를 보호하다 다리를 맞고 절벽에서 추락해 얼어붙은 강에 빠져 의식을 잃는다. 그때 동생 케미츠가 다카아키를 구하러 나타나지만, 다카아키는 그것이 현실이 아님을 간파하고 마지막 힘을 짜내 권총을 쏘아 자신의 위치를 알린 뒤 코난 일행에 의해 무사히 구조된다.
코난과 경찰은 오오토모의 산속 오두막으로 피신하지만, 범인은 오오토모가 소유한 인공 눈사태 발생용 음향 장치를 이용해 다시 한번 눈사태를 일으켜 간스케 일행의 목숨을 노린다. 코난 일행은 가스통을 권총으로 쏴 짝이 되는 음향 장치를 작동시켜 인공 눈사태를 일으켜 범인이 일으킨 눈사태를 막으려 시도한다. 두 번의 실패 끝에 마지막 발포로 장치 작동에는 성공하지만 늦어 오두막과 가마 안으로 피신해 목숨을 구한다. 그러나 간스케는 눈사태에 휘말려 사망이 산 아래 병원에서 보고된다.
해질 무렵, 코난은 아무로에게 현재 국회에서 심의 중인 형사소송법 개정과 관련해 숨은 공안인 사메타니가 눈사태 사고를 조사하게 했고, 동법 개정을 둘러싼 일본 정부에 협박이 있어 심의가 중단된 사실을 듣는다. 그 정보를 바탕으로 추리를 진행한 코난은 내용을 메일로 공명 신이치의 이름으로 고로 일행에 전송한다.
밤이 되어 코난과 에이조, 오오토모는 천문대 야외에 모인다. 오오토모의 정체는 강도 사건 범인 중 한 명인 와시즈 타카시였으며, 양자가 되어 이름을 바꾸고 생활해 왔다. 에이조는 분노해 오오토모에게 따지지만, 결국 그를 용서하려는 갈등을 보인다.
코난과 형사들은 천문대 내부로 이동해, 하야시가 일련의 총격 사건 범인이라는 추리를 발표한다. 또한 간스케의 사망은 ‘주변 인물에게 피해가 가지 않도록’ 하는 위장으로, 기억을 되찾은 간스케가 일행과 합류해 하야시를 추궁한다. 하야시는 마키의 애인이자, 마키를 자살에 이르게 한 미쿠리야와 와시즈를 원망했다. 와시즈의 형량 경감을 위한 사법거래를 강화하는 개정 법안을 허락할 수 없었고, 이를 저지하고자 천문대의 이동 관측차 파라볼라 안테나를 이용해 위성 통신 정보를 도청하고, 획득한 정보로 정부를 협박해 왔다. 또한 경찰이 압수한 라이플 탄을 발사할 수 있는 권총을 불법 입수해 미호다케 눈사태 사고 현장에서 자신을 목격한 간스케와 일련의 진상에 접근하려던 사메타니를 노린 것이다. 진상이 밝혀지는 가운데 검사답지 않은 행동을 한 하세베가 자신의 신분이 이 사건을 조사하는 내각 정보조사실·내각 위성정보센터의 감사관임을 밝힌다.
하야시는 이동 관측차와 레일 궤도 위 이동 안테나대를 이용해 도주를 시도한다. 일행은 하야시를 쫓지만, 유이가 하야시가 탄 안테나대에 올라타 총격을 할 수 없게 된다. 간스케가 유이를 구출하는 데 성공한다. 코난은 오치의 협력을 얻어 천문대의 레이저 투영 장치를 조작하는 하이바라와 연계하며, 다카아키와 란의 조언과 지원으로 하야시의 시야를 차단한다. 카자미는 총격으로 안테나대를 멈추려 하지만 실패한다. 참다 못한 고로가 카자미의 권총을 빼앗아 동력부를 정확히 저격해, 일행은 마침내 안테나대를 멈추는 데 성공한다. 인공 눈사태 작동 성공 당시 마지막 발포 역시 간스케의 권총을 빼앗은 고로가 쏜 것이었다.
체포·구금된 하야시 앞에 후루야가 나타나 공안경찰의 개입을 법정에서 증언하지 않는 대신 구형을 무기징역으로 하는 사법거래를 제안한다. 마키와 에이조에게 쏟아지는 세상의 시선을 이용해 거래를 반쯤 강요하는 후루야와 공안경찰의 태도를 하야시는 비난한다. 한편 나가노 현경 세 명의 대화에서 간스케의 사망이 위장임을 유이가 미리 알고 있었다는 사실이 드러난다. 다카아키는 유이가 슬퍼하지 않도록 배려하는 코난의 방식이 자신들과 경찰, 공안경찰과는 다른 방법임을 말했다.

## 출연

### 주연
- 타카야마 미나미 / 김선혜 : 에도가와 코난 목소리 역
- 야마자키 와카나 / 이현진 : 모리 란 목소리 역
- 코야마 리키야 / 이정구 : 모리 코고로 목소리 역
- 야마구치 캇페이 / 강수진 : 쿠도 신이치 목소리 역